# Rhodostrophia muricolor
Rhodostrophia muricolor là một loài bướm đêm trong họ Geometridae.